# A szellemirtók újabb kalandjai
A szellemirtók újabb kalandjai (eredeti cím: Extreme Ghostbusters) 1997-ben bemutatott sci-fi rajzfilmsorozat, Az igazi szellemirtók folytatása. A rajzfilm a Szellemirtók című 1984-es sci-fi filmvígjátékon alapul. Magyarországon először az RTL Klub vetítette 2000-től a Kölyökklubban, majd később a Viasat 6 is műsorra tűzte. A rajzfilmben a fiatalabb szellemirtók új csapatával találkozhatunk, akiknek vezetője a filmben is szereplő Egon Spengler. Velük dolgozik még a titkárnő, Janine Melnitz és Ragacs, a barátságos szellem. A sorozat folyamán visszatérnek szellemek az első rajzfilmsorozatból. Egy epizódra visszatér a grundel, aki a gyerekeket átváltoztatja olyan rémmé, mint ő maga, illetve az intro és az outro tartalmazza Samhain-t meg Ronda urat. Az outro-ban feltűnik még Plötyi, a szemetet imádó szellem.

## Történet
Évek múltán elmentek az eredeti szellemirtók, mindegyikük a maga útját járta, kivéve Egont, aki még mindig ott maradt, hogy előmozdítsa a tanulmányait és természetfeletti tudományra tanítson egy osztályt a helyi főiskolán. Amikor a szellemek elkezdenek újra megjelenni, Egont kényszerítik, hogy új szellemirtókat toborozzon a négy diákjából. Az új Szellemirtók tagja volt Kylie Griffin, egy lányzseni és szakértő, Eduardo Rivera, egy menő, cinikus latin-amerikai származású személy, a naplopó, Garrett Miller, egy tolószékhez kötött fiatal sportoló, és Roland Jackson, egy szorgalmas gépész. Mivel a szellemek egyre erősödnek, a Szellemirtó felszereléseket is frissíteni kell. Így hát Egon a négy új csapattag segítségével elkészíti a teljesen új felturbózott proton ágyúkat és az új generációs csapdákat, amelyek azért kellenek, mivel az ágyúkból kilövellő proton sugarak kapacitását megnövelték és a csapda sugarának is ugyanolyan erejűnek kell lenni. A PKE mérőt (konyhanyelven szellemérzékelőt) szintén módosították. Ezúttal mutatók/karok helyett egy kicsi elektromos nyaláb mozgása mutatja az energiaszintet. Így alakulnak meg az "Extrém Szellemirtók", akik számtalan iszonyatos szellemmel küzdenek meg különös és izgalmas kalandok során. A epizódok sötétebb és komorabb hangulatúak, viszont a sorozat befejezetlenül maradt egy átlagosnak mondható epizóddal.

## Epizódok
| Epizód | Cím                            | Eredeti bemutató     |
| --- | ------------------------------ | -------------------- |
| 01. | „Déli sötétség, 1. rész”       | 1997. szeptember 1.  |
| Amikor Achira metróépítők beavatkozása következtében kiszabadul, az eredeti Szellemirtók csapat tagja, Egon Spengler professzor, egy New York-i egyetem tanára, diákjaival megszervezi a Szellemirtók újabb csapatát.                                                                                                   |                                |                      |
| 02. | „Déli sötétség, 2. rész”       | 1997. szeptember 2.  |
| Achira a megszállt Kylie-on keresztül megfertőzi magát Egont, aki ennek ellenére felszereli és kiképzi az új önkénteseket a közelgő összecsapásra. |                                |                      |
| 03. | „The True Face of a Monster”   | 1997. szeptember 3.  |
| Egy rabbi fia létrehoz egy gólemet, hogy elriassza a vandálokat, akik antiszemita graffitikat festettek a zsinagóga falára, de a gólem túlságosan erőteljes ahhoz, hogy a fiú irányítani tudja. |                                |                      |
| 04. | „Fear Itself”                  | 1997. szeptember 4.  |
| Az új Szellemirtó csapatnak egy olyan szellemmel kell szembeszállni, amely az emberek legbelső félelmeit kelti életre. |                                |                      |
| 05. | „Deadliners”                   | 1997. szeptember 5.  |
| A Szellemirtók szellemek, vámpírok és szörnyek felbukkanását és eltűnését vizsgálja, amelyek mind a híres horrorregény-író, J.N. Kline műveivel állnak kapcsolatban. |                                |                      |
| 06. | „Casting the Runes”            | 1997. szeptember 8.  |
| EGy zsebtolvaj rúnakövekkel teli erszényt zsákmányol a Metropolitan Museum-ból, azonban hamarosan kiderült, hogy bárki, aki az elátkozott köveket megérinti, rabszolgája lesz egy különös istennek. |                                |                      |
| 07. | „The Infernal Machine”         | 1997. szeptember 9.  |
| A Szellemirtókat zavarja, amikor Roland egyre furcsábban viselkedik a "pokoli gépezet" megalkotása közben. |                                |                      |
| 08. | „Home is Where the Horror Is”  | 1997. szeptember 10. |
| A Szellemirtóknak egy furcsa házat kell megvizsgálni, ahol két fiú tűnt el nemrégiben. |                                |                      |
| 09. | „Killjoys”                     | 1997. szeptember 11. |
| A Szellemirtók vámpírbohócok után nyomoznak, akik már megfertőzték Eduardo-t. |                                |                      |
| 10. | „The Unseen”                   | 1997. szeptember 12. |
| A Szellemirtók csapata kettészakad egy rosszul sikerült akció után, Kylie és Eduardo a lány eltűnt protonágyúja után kutatnak, míg a többiek olyan támadásokkal kell megküzdeni, ahol az áldozatok elvesztik szemüket.                                                                                                  |                                |                      |
| 11. | „The Crawler”                  | 1997. szeptember 22. |
| Amikor Janine megunja, hogy Egon nem mutat iránta érdeklődést, elhatározza, hogy féltékennyé teszi és egy jóképű latino sráccal randevúzik, akiről kiderül, hogy a királynőjét kereső bogárszörny. |                                |                      |
| 12. | „The Pied Piper of Manhattan”  | 1997. szeptember 23. |
| A Szellemirtókat válság fenyegeti, amikor feltűnik egy ember, aki pipazenével tudja befolyásolni a szellemeket. Azonban a dolgok rosszra fordulnak, amikor a polgármester megtagadja a fizetséget a pipás embernek. |                                |                      |
| 13. | „Be Careful What You Wish For” | 1997. szeptember 24. |
| Egy kereskedelmi ügynök érkezik New Yorkba, aki látszólag teljesíteni tudja a legtitkosabb kívánságokat is. Hamarosan kiderül, hogy a teljesített kívánságok több bajt okoznak, mint amennyi örömet hoznak, különösen Eduardo-nak, akinek a lelkét az ügynök Kylie macskájában tárolja, Kylie legnagyobb meglepetésére. |                                |                      |
| 14. | „Grease”                       | 1997. szeptember 25. |
| A Szellemirtókak egy huncut manóval kell felvenni a küzdelmet, miközben két kormányzati ügynök is figyelő őket, akik meg vannak győződve arról, hogy a Szellemirtók bűnözők. |                                |                      |
| 15. | „The Jersey Devil”             | 1997. szeptember 26. |
| A Szellemirtóknak felszerelésük nélkül kell megvédeni a várost a Jersey Devil-től. |                                |                      |
| 16. | „Dry Spell”                    | 1997. szeptember 29. |
| A Szellemirtóknak egy olyan lénnyel kell szembeszállni, amelyik megába tudja szívni az összes nedvességet az emberi testből, illetve azzal a tengerkutatóval, aki magának akarja megkaparintani a lényt. |                                |                      |
| 17. | „Sonic Youth”                  | 1997. szeptember 30. |
| A családi kísértet utáni hajsza különösen nehézkes lesz, amikor a kísértet békés nővére, a szirén, gyönyörű hangjával elbűvöli Rolandot. |                                |                      |
| 18. | „Ghost Apocalyptic Future”     | 1997. október 1.     |
| A téridő zavara miatt Kylie helyet cserél egy jövőből jött szabadságharcossal, aki a New Yorkot uraló természetfeletti diktátor, Tempus ellen harcol. |                                |                      |
| 19. | „Bird of Prey”                 | 1997. október 2.     |
| A Hraesvelg névre hallgató, hatalmas madár alakú lény drasztikus időjárásváltozást idéz elő New Yorkban és a Szellemirtóknak meg kell állítani a lényt, mielőtt a vihar a várost veszélybe sodorná. |                                |                      |
| 20. | „Seeds of Destruction”         | 1997. október 3.     |
| Egy bosszúálló paranormális lény által megszállt mag káoszt okoz, mivel a növényeket óriásokká változtatja, amelyek akár az épületeket is összedöntik. |                                |                      |
| 21. | „The Luck of the Irish”        | 1997. november 3.    |
| Egy ír manó bosszúhadjáratba kezd azok ellen, akikről azt feltételezi, hogy ellopták arannyal teli üstjét. |                                |                      |
| 22. | „The Ghostmakers”              | 1997. november 4.    |
| A jelentések szerint emberek furcsán kezdenek viselkedni, miután tükörbe néztek. |                                |                      |
| 23. | „Slimer's Sacrifice”           | 1997. november 5.    |
| Slimer csapdába esik az egyik izolációs egységben és a Szellemirtókat egyenként győzi le Fenris, egy hatalmas, kutya formájú. Eduardo elhatározza, hogy megmenti a szellemet és felfedezi, hogy az egész eset hátterében a démon Surt áll, aki Ragnarököt akarja létrehozni.                                            |                                |                      |
| 24. | „Grundelesque”                 | 1997. november 6.    |
| A Grundel ismét feltűnik és gyerekekre vadászik, ami elvileg lehetetlen, hiszen az eredeti Szellemirtók évekkel ezelőtt elkapták. |                                |                      |
| 25. | „In Your Dreams”               | 1997. november 7.    |
| Egy szellemi rádióadó zenén keresztül változtatja az emberek álmait rémálommá, amelyek végül megelevenednek. |                                |                      |
| 26. | „Moby Ghost”                   | 1997. november 10.   |
| Amikor egy bálnára emlékeztető lény elektromágneses káoszt okoz a városban, a Szellemirtóknak egy kísértetvadásszal kell szövetkezni, hogy megállítsák a lényt, mielőtt valaki életét veszti. |                                |                      |
| 27. | „Fallout”                      | 1997. november 12.   |
| A Szellemirtóknak egy új tervet kell kidolgozni, amikor kiderül, hogy a nukleáris izotópokon élő lényre nincs hatással a protonágyú. |                                |                      |
| 28. | „Eyes of a Dragon”             | 1997. november 13.   |
| Miután eltűnik egy kereskedő Chinatownból, a Szellemirtók felfedezik, hogy az emberek csontját valaki ellopkodja. |                                |                      |
| 29. | „Till Death Do We Start”       | 1997. november 14.   |
| Egy yuppie a Szellemirtók segítségét kéri, amikor élőhalott menyasszonya üldözi. |                                |                      |
| 30. | „Glutton for Punishment”       | 1997. november 24.   |
| New York lakói váratlan és megmagyarázhatatlan módon zabáló rohamot kapnak és a probléma hamarosan Slimert is személyesen érinti. |                                |                      |
| 31. | „Ghost in the Machine”         | 1997. november 25.   |
| Amikor egy használaton kívüli olajkutat újra aktiválnak, kiszabadul egy régi szellem, amely a járműveket kezdi megszállni. |                                |                      |
| 32. | „Dog Days”                     | 1997. november 26.   |
| A Szellemirtóknak kutya egy napjuk lesz, amikor egy olyan démonnal kell szembeszállniuk, aki a város összes kutyáját a szolgájává teszi. |                                |                      |
| 33. | „Mole People”                  | 1997. november 27.   |
| A várost sújtó sorozatos áramkimaradásokért a föld alatt lakó csoportot okolnak és a Szellemirtóknak kell kideríteniük az igazi felelősöket. |                                |                      |
| 34. | „A Temporary Insanity”         | 1997. november 28.   |
| Amikor Janine nyaralni megy, a Szellemirtók felvesznek a helyére valakit, hogy segítsen a munkával, de hamarosan kiderül, hogy a szerződéses munkaerő nem az, akinek látszik. |                                |                      |
| 35. | „Rage”                         | 1997. december 1.    |
| Amikor a házában rovarirtást kell tartani, Egon arra kényszerül, hogy Eduardohoz költözzön. Közben a városban egy troll szabadul el és Eduardo bátyja (aki megveti öccsét, amiért a Szellemirtóknak dolgozik) a New York-i rendőrség tagjaként veszi fel vele a harcot.                                                 |                                |                      |
| 36. | „Heart of Darkness”            | 1997. december 2.    |
| Egon váratlanul kapcsolatba kerül egy régi munkatársával elektromos felszerelések és felbecsülhetetlenül értékes kristálykoponyák eltűnése ügyében. |                                |                      |
| 37. | „Back in the Saddle, Part 1”   | 1997. december 3.    |
| Janine egy különleges születésnapi meglepetést szervez Egon 40. születésnapjára: összehozza az eredeti Szellemirtók csapatát (Peter Venkman, Ray Stantz and Winston Zeddemore). Azonban a meglepetést elrontja az eredeti és az új Szellemirtó csapat közötti egyre növekvő feszültség.                                 |                                |                      |
| 38. | „Back in the Saddle, Part 2”   | 1997. december 4.    |
| A Szellemirtók két csapatának össze kell fogni, hogy legyőzzenek egy titokzatos lényt, amely az USA keleti partján embereket, hajókat és esetenként teljes városokat fal fel. A problémát csak súlyosbítja, amikor a Szellemirtók felfedezik, hogy a lény a Bermuda-háromszögből jött és Manhattan felé tart.           |                                |                      |
| 39. | „The Sphinx”                   | 1997. december 5.    |
| Egy szfinx a manhattani értelmiségieket szellemi fogyatékossá változtatja, mert nem fejtették meg feladványát. Közben Egont elkeseríti, hogy öregszik, miután elmúlt a születésnapi partija. |                                |                      |
| 40. | „Witchy Woman”                 | 1997. december 8.    |
| Három tizenéves boszorkány megpróbálja Kylie-t elcsábítani, hogy életre tudjanak kelteni egy szellemet, amely több hatalmat adnak nekik. Amikor az eredeti terv nem sikerül, Eduardot hálózzák be. |                                |                      |